# Aardbeving Khorasan 1970
De aardbeving van 30 juli 1970 in de toenmalige Perzische provincie Khorasan had een magnitude van 6,7 op de schaal van Richter. Het epicentrum bevond zich op 15 km diepte bij Kalaleh.
Er vielen minstens 175 doden, 500 gewonden en 2.500 mensen raakten dakloos.